# Citigroup
Citigroup Inc. hay Citi là một công ty đa quốc gia dịch vụ tài chính có trụ sở tại Manhattan, thành phố New York, tiểu bang New York, Hoa Kỳ. Citigroup được thành lập từ một trong sự sáp nhật lớn nhất trong lịch sử năm 1998 (theo thông báo là ngày 7 tháng 4 năm 1998). 
Năm 2012, Citi đánh dấu kỷ niệm 200 năm thành lập. Hiện tại, Citigroup là ngân hàng lớn thứ ba ở Mỹ theo trị giá tài sản.